# Plan de numérotation téléphonique des Pays-Bas
 (juin 2021).
Les numéros de téléphone aux Pays-Bas sont gérés par le ministère des Affaires économiques, de l'Agriculture et de l'Innovation des Pays-Bas et peuvent être regroupés en trois catégories générales: les numéros géographiques, les numéros non géographiques et les numéros pour les services publics.
Les numéros de téléphone géographiques représentent des séquences de 9 chiffres (0-9) et se composent d'un indicatif régional de deux ou trois chiffres suivi d'un numéro d'abonné de six ou sept chiffres. Lorsqu'il est composé dans le pays, le numéro doit être précédé du préfixe interurbain 0, qui identifie une ligne destinataire sur le réseau téléphonique néerlandais.
Les numéros non géographiques n'ont pas de longueur fixe, mais nécessitent également la composition du préfixe interurbain "0". Ils sont utilisés pour les réseaux de téléphonie mobile et d'autres types de services désignés, tels que les numéros sans frais, l'accès Internet, la voix sur IP, les audiences restreintes et les ressources d'information.
En outre, des numéros de service spéciaux existent pour les interventions d'urgence, l'assistance-annuaire et d'autres services des autorités publiques.

## Plan de numérotation
Le plan de numérotation téléphonique des Pays-Bas est divisé en numéros de téléphone géographiques, non géographiques et spéciaux pour les services publics. La composition des numéros géographiques et non géographiques nécessite un code d'accès au réseau national qui est le chiffre 0. La liste suivante comprend ce code d'accès au réseau national lorsqu'il doit être composé avant le numéro.
| Chiffres d'accès  | Description |
| ----------------- | --- |
| 01x (x) à 05x (x) | Indicatifs zones géographiques |
| 061 à 065         | Téléphones portables |
| 066               | Téléavertisseurs mobiles |
| 0670 à 0675       | Vidéotex |
| 0676              | Numéro d'accès Internet |
| 068               | Téléphones portables |
| 07x               | Indicatifs zones géographiques |
| 0800              | Numéro sans frais |
| 082               | Réseaux privés virtuels |
| 084               | Numéro à tarif majoré indépendant de l'emplacement (utilisé principalement pour les services de télécopie vers e-mail et de messagerie vocale) |
| 085               | Téléphonie VoIP à tarif de base indépendant de l'emplacement (pour usage privé)                                                                |
| 087               | Numéro à tarif majoré indépendant de l'emplacement                                                                                             |
| 088               | Numéro à tarif de base indépendant de l'emplacement (pour les entreprises)                                                                     |
| 091               | Téléphonie VoIP |
| 097               | Communication machine à machine indépendant de l'emplacement                                                                                   |
| 0900              | Numéro à tarif majoré (informations) |
| 0906              | Numéro à tarif majoré (contenu adulte) |
| 0909              | Numéro à tarif majoré (divertissement) |
| 112               | Numéro services d'urgence |
| 113               | Numéro prévention du suicide |
| 1233              | Messagerie vocale |
| 14..(..)          | Numéro de services publics, où les points sont complétés par l'indicatif régional à deux, trois ou quatre chiffres de la commune concernée     |
| 16..              | Préfixes de sélection du transporteur |
| 18..              | Informations sur le numéro |

Les escrocs utilisent souvent les préfixes 066, 084 et 087 car ils sont faciles et peu coûteux à enregistrer et rendent l'identification très difficile.[réf. nécessaire]
Auparavant, les numéros sans frais se composaient au 060, 061000 et 064. Il fallait utiliser le 068 pour les numéros à frais partagés, le 069 pour les numéros à tarif majoré et d'autres numéros 06 pour les numéros mobiles. Avant le 112, le numéro pour les services d'urgence était le 0011, puis le 0611. Le préfixe 09 a été utilisé comme code d'accès international avant qu'il ne passe à 00.

## Numéros de téléphone géographiques
Depuis la réorganisation du système téléphonique en 1995, les numéros géographiques néerlandais se composent de 9 chiffres. Le plan de numérotation met en œuvre un système d'indicatifs régionaux qui ont deux ou trois chiffres. Les grandes villes et les régions ont deux chiffres avec un numéro d'abonné de sept chiffres, ce qui permet de générer plus de numéros locaux. Les régions plus petites utilisent trois chiffres avec un numéro d'abonné à six chiffres.
Ils sont attribués par blocs aux opérateurs téléphoniques. Cependant, un numéro de téléphone provenant d'un bloc attribué à un certain opérateur peut ne plus être desservi par le cessionnaire d'origine en raison de la transférabilité du numéro; les abonnés qui changent d'opérateur peuvent garder leur numéros. 
Aux Pays-Bas, le code d'accès national 0 doit être composé avant le numéro de téléphone, ce qui étend la séquence de numérotation à 10 chiffres. Si vous composez depuis l'étranger, le 0 (Zéro) devant le préfixe doit être omis.

Avant la réorganisation de 1995, les indicatifs régionaux étaient limités aux villes. Lorsque cette convention a été levée, ils ont été partagés entre plusieurs villes. Le tableau suivant répertorie une seule ville pour chaque indicatif régional et comprend le code d'accès (0).
| 010 Rotterdam 0111 Zierikzee 0113 Goes 0114 Hulst 0115 Terneuzen 0117 L'Écluse 0118 Middelbourg 013 Tilbourg 015 Delft 0161 Gilze en Rijen 0162 Oosterhout 0164 Berg-op-Zoom 0165 Rosendael 0166 Tholen 0167 Steenbergen 0168 Zevenbergen 0172 Alphen-sur-le-Rhin 0174 Naaldwijk 0180 Ridderkerk et Zuidplas 0181 Spijkenisse 0182 Gouda 0183 Gorinchem 0184 Sliedrecht 0186 Oud-Beijerland 0187 Middelharnis 020 Amsterdam 0222 Texel 0223 Le Helder 0224 Schagen 0226 Harenkarspel 0227 Medemblik 0228 Enkhuizen 0229 Hoorn 023 Haarlem 024 Nimègue | 0251 Beverwijk 0252 Hillegom 0255 IJmuiden 026 Arnhem 0294 Weesp 0297 Aalsmeer 0299 Purmerend 030 Utrecht 0313 Dieren 0314 Doetinchem 0315 Terborg 0316 Zevenaar 0317 Wageningue 0318 Ede / Veenendaal 0320 Lelystad 0321 Dronten 033 Amersfoort 0341 Harderwijk 0342 Barneveld 0343 Doorn 0344 Tiel 0345 Culemborg 0346 Maarssen 0347 Vianen 0348 Woerden 035 Hilversum 036 Almere 038 Zwolle 040 Eindhoven 0411 Boxtel 0412 Oss 0413 Veghel 0416 Waalwijk 0418 Zaltbommel 043 Maastricht 045 Heerlen | 046 Sittard 0475 Ruremonde 0478 Venray 0481 Bemmel 0485 Cuijk 0486 Grave 0487 Druten 0488 Zetten 0492 Helmond 0493 Deurne 0495 Weert 0497 Eersel 0499 Best 050 Groningue 0511 Feanwâlden 0512 Drachten 0513 Heerenveen 0514 Balk 0515 Sneek 0516 Oosterwolde 0517 Franeker 0518 Sint-Annaparochie 0519 Dokkum 0521 Steenwijk 0522 Meppel 0523 Hardenberg 0524 Coevorden 0525 Elburg 0527 Emmeloord 0528 Hoogeveen 0529 Ommen 053 Enschede 0541 Oldenzaal 0543 Winterswijk 0544 Groenlo 0545 Neede | 0546 Almelo 0547 Goor 0548 Rijssen 055 Apeldoorn 0561 Wolvega 0562 Terschelling/Vlieland 0566 Irnsum 0570 Deventer 0571 Voorst 0572 Raalte 0573 Lochem 0575 Zutphen 0577 Uddel 0578 Epe 058 Leeuwarden 0591 Emmen 0592 Assen 0593 Beilen 0594 Zuidhorn 0595 Warffum 0596 Appingedam 0597 Winschoten 0598 Hoogezand-Sappemeer 0599 Stadskanaal 070 La Haye 071 Leyde 072 Alkmaar 073 Bois-le-Duc 074 Hengelo 075 Zaandam 076 Bréda 077 Venlo 078 Dordrecht 079 Zoetermeer |

## Numéros de téléphone non géographiques
Les numéros non géographiques n'ont pas de nombre fixe de chiffres, mais sont généralement aussi courts que possible. Cependant, les numéros de téléphone mobile, ont toujours 9 chiffres, tout comme les numéros géographiques. 
Pour les catégories de numéros de téléphone non géographiques, voir la rubrique Plan de numérotation. 

## Services publics
Le numéro d'urgence est le 112. Les téléphones mobiles GSM peuvent accepter, selon leur firmware, différents numéros tels que le 999, le 000 ou le 911. De plus, les appels au 911 sont transférés au 112 (aux Pays-Bas caribéens, cela est inversé - le 112 redirige vers le 911).
L'assistance annuaire est disponible auprès de plusieurs opérateurs commerciaux en composant le 18.. (par exemple, le 1888 pour KPN).

## Pays-Bas caribéens
Les îles de Bonaire, Saint-Eustache et Saba, qui forment les Pays-Bas caribéens après la dissolution des Antilles néerlandaises, ont conservé le plan de numérotation des Antilles néerlandaises en utilisant l'indicatif pays +599, suivi du 7, 3 et 4 pour Bonaire, Saint-Eustache ou Saba, respectivement. Les appels en provenance de la métropole et des territoires d'outre-mer sont facturés comme des appels internationaux.